# Néstor Zeledón Guzmán
Néstor Zeledón Guzmán (Guadalupe, 7 de enero de 1933-Heredia ,19 de junio de 2025) es un escultor costarricense. Se le considera uno de los artistas plásticos más importantes del país. Por su obra artística y su trayectoria, fue galardonado con el Premio Nacional de Cultura Magón en 1992.

## Biografía
Hijo del también escultor Néstor Zeledón Varela, nació en la ciudad de Guadalupe, cantón de Goicoechea. A la edad de 16 años emigró con su padre a la provincia de Guanacaste, hecho que luego marcaría su arte. En 1950 ingresó a la Escuela de Bellas Artes de la Universidad de Costa Rica, de la que luego sería profesor y catedrático, así como también en la Universidad Nacional de Costa Rica. Activo en la escultura desde 1960, es miembro fundador del Grupo 8, formado por ocho artistas plásticos que impulsaron la renovación del arte nacional en esa década con la introducción del arte abstracto en el país: Luis Daell, Harold Fonseca, Rafael Ángel García, Manuel de la Cruz González, Guillermo Jiménez Sáenz, César Valverde Vega, Hernán González Gutiérrez y Néstor Zeledón Guzmán.
En 1963 fue galardonado con el I Premio en el concurso "Símbolo" de la Caja Costarricense del Seguro Social. En 1965 se le otorgó el I Premio en el concurso al "Trabajador Costarricense" y en 1965 el I Premio en la rama de escultura en "Juegos Florales Carlos Gagini". En 1992, se le otorgó el Premio Magón, el máximo reconocimiento cultural de su país. Fue además tres veces merecedor del Premio Nacional Aquileo J. Echeverría: dos en escultura, en 1967 y 1971; y una ocasión en dibujo, en 1976. En 2008, fue nombrado profesor emérito de la Universidad de Costa Rica. Además, fue condecorado como hijo predilecto del cantón de Barva.
Zeledón ha realizado exposiciones en varios países de Asia, Europa y América. Algunas de las obras de este artista costarricense se encuentran en museos, galerías y colecciones privadas en Rusia, España, Francia, Estados Unidos, México, Nicaragua, Costa Rica, Panamá, Venezuela, Brasil y Argentina. Entre sus exposiciones más destacadas están la IV Bienal de São Paulo (1962), la II Bienal de Arte Hispanoamericano, en México D.F., en 1960; Primer Aniversario de 'La Casa del Artista' (1955), Museo Nacional de Costa Rica (1958), Segunda Exposición Anual del 'Grupo Ocho' (1962), Exposición Antológica, Dirección General de Artes y Letras (1967), Sala Jorge Debravo, Dibujos (1976), y otras.

## Obras
Zeledón formó parte del Grupo 8, cuyo objetivo era introducir el arte abstracto en Costa Rica como una nueva forma de expresión, pues hasta la década de 1960, éste era prácticamente desconocido. Durante esa época, el arte de Zeledón se motivó en la figura femenina, con formas redondeadas y suaves, para volverse luego más orgánico y con una abstracción cada vez más definida en la década de 1970. Años después, da un giro radical en su escultura al elegir al campesino y al habitante de las costas como motivo principal, abandonando la abstracción por un lenguaje figurativo de acentos expresionistas y naturalistas.
Entre sus esculturas más reconocidas se encuentran:
- Maternidad (1959), en oficinas de la Caja Costarricense del Seguro Social.
- Monumento a Cleto González Víquez (1965), localizado en Plaza Cleto González Víquez en San José.
- Monumento a Balbanero Vargas (1970), ubicado en Limón.
- Monumento a la Anexión de Guanacaste (1962), Nicoya.
- Monumento a la Juventud (1973), Colegio Humboldt, San José.
- IV Sueño: la tortuga (1989).
- El Caracol (1991).
- Involución (1995).
- Los amantes (1971).
- Cristo de hierro (2008).
- Yo protesto (2008).
- El Domingueño (1988).